# Tomás Gutiérrez
Tomás Gutiérrez (... – Lima, 26 luglio 1872) è stato un politico peruviano.
È stato Presidente del Perù dal 22 luglio al 26 luglio 1872.

## Carriera militare
Gutiérrez fu asceso per la prima volta al grado di Fanteria "Sergente Maggiore" nel 1854 e poi si recò a Arequipa per prendere parte alla |rivoluzione guidata di Ramón Castilla. Partecipò alla marcia su Lima e per la sua eccezionale prestazione nella battaglia di La Palma, combattuta il 5 gennaio 1855, fu promosso a tenente colonnello.
Durante il secondo governo di Castiglia combatté contro la rivoluzione guidata da Manuel Ignacio de Vivanco ad Arequipa, che portò alla sanguinosa Guerra civile peruviana del 1856–1858. Per i suoi meriti nell'assalto finale ad Arequipa, fu promosso colonnello il 7 marzo 1858. Eletto deputato della provincia di Castilla, partecipò alle legislature del 1858-1859. Partecipò anche alla campagna contro l'Ecuador.
Come capo del battaglione Áncash, appoggiò i governi dei presidenti Miguel de San Román (1862-1863) e Juan Antonio Pezet (1863-1865). Si distinse combattendo in difesa del governo Pezet contro la rivoluzione del colonnello Mariano Ignacio Prado del 1865, per la quale fu promosso a generale. Mentre avveniva l'avanzata dei rivoluzionari verso Lima, egli pacificò la popolazione di Callao che si era espressa a favore del vicepresidente Pedro Diez Canseco, ma dopo la caduta di Pezet fu arrestato e i suoi la promozione a generale fu annullata il 13 dicembre 1865.
Deposto dal rango gerarchico, si arruolò come soldato semplice nel battaglione Depósito e partecipò insieme ai suoi fratelli alla Battaglia di Callao il 2 maggio 1866. Dopo il conflitto con Spagna, si trasferì a Tarapacá e si unì alla rivoluzione che in difesa della Costituzione del 1860 era guidata dal maresciallo Castilla, che lo ratificò come generale e lo nominò comandante generale delle sue unità di caccia, nell'aprile 1867. Accompagnò il maresciallo negli ultimi momenti della sua vita. Finita la rivoluzione a causa della morte di Castilla, ritornò a Lima.
Poco dopo, si unì alla rivolta scoppiata ad Arequipa contro il governo del Prado e la Costituzione del 1867, guidata dal vicepresidente Pedro Diez Canseco, che riconobbe Tomás come generale. Contribuì alla difesa di Arequipa contro l'attacco delle truppe governative, poi seguì le truppe trionfanti di Diez Canseco, arrivando a Callao il 22 gennaio 1868. Inviato a Chiclayo per combattere la rivoluzione del colonnello José Balta, non volle usare le armi contro il popolo, e ritornò a Lima per riferire sulla situazione.
Dopo l'elezione di Balta a presidente e l'insediamento del Congresso, il 12 agosto 1868, le promozioni concesse dal presidente Pezet furono dichiarate nulle, e ancora una volta fu abbassato al grado di colonnello. Il presidente Balta lo nominò ispettore generale dell'esercito e propose al Congresso la sua promozione a generale, ma la relativa legge non fu mai emanata. Nonostante ciò, Tomás diede un deciso appoggio al governo di Balta, così come i suoi fratelli, anch'essi colonnelli, che erano a capo dei battaglioni che presidiavano Lima. Fu soprattutto grazie a questo sostegno che il governo di Balta godette di stabilità, anche prima del colpo di Stato di cui gli stessi fratelli sarebbero stati protagonisti pochi giorni prima della sua fine.
Sotto Balta, Gutiérrez fu in grado di fornire fondi per la ricostruzione della chiesa di San Nicolás de Tolentino nel Huancarqui dopo che fu distrutta nel terremoto di Arica del 1868.
Gutiérrez fu nominato Ministro della Guerra e della Marina nel 1871, fatto che fu accolto con allarme dal Partito Civilista, recentemente fondato, lo stesso che all'epoca trionfò alle elezioni generali, portando alla presidenza di Manuel Pardo y Lavalle.

## Morte

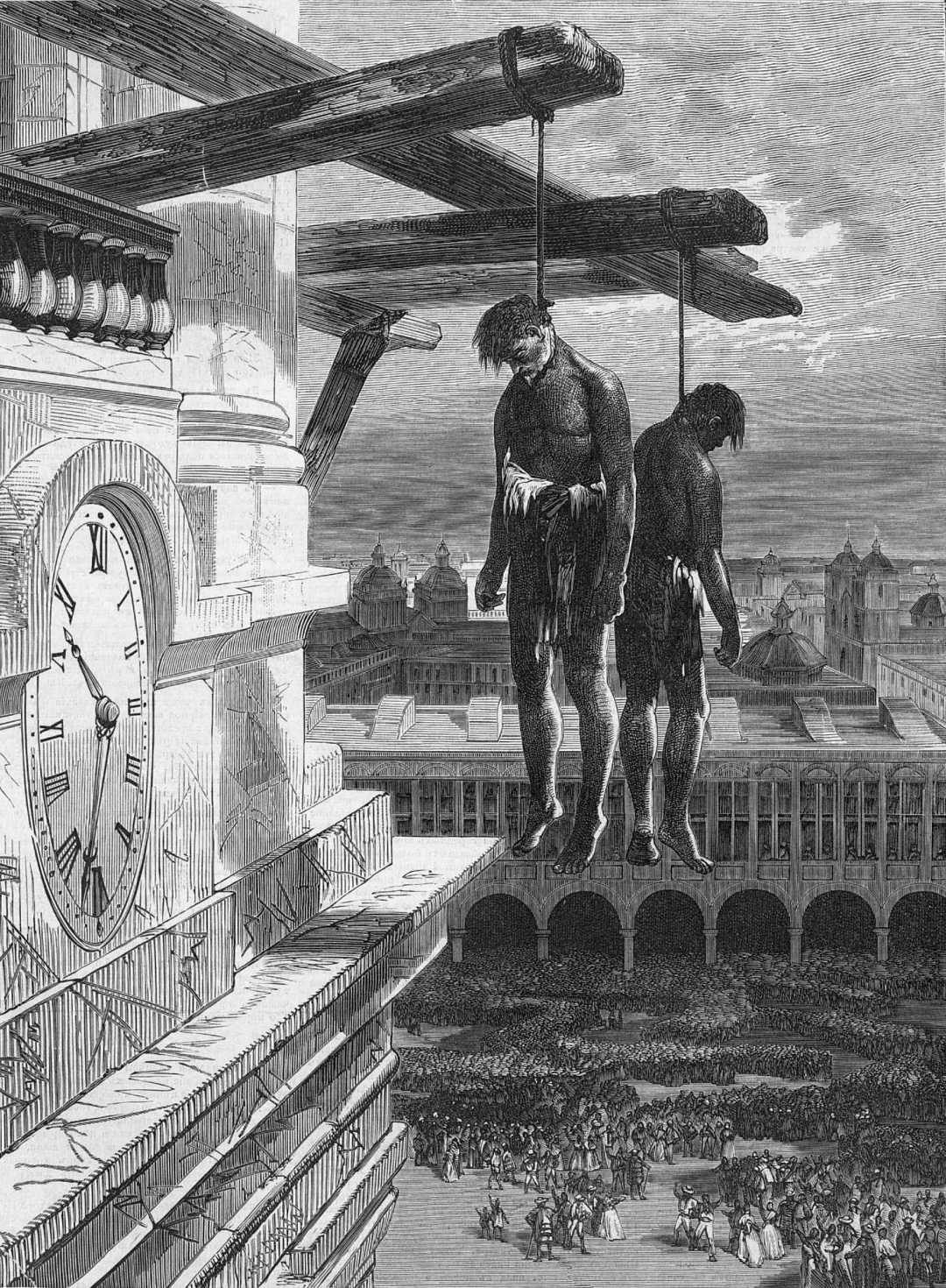
I corpi di Tomás Gutiérrez e di suo fratello.

Le elezioni del 1872 in Perù avevano visto la vittoria di Manuel Pardo, che sarebbe diventato il primo presidente civile nella storia del Perù. Poco prima che Pardo entrasse in carica, tuttavia, Gutiérrez, ministro della Guerra del presidente Balta, organizzò un colpo di stato con i suoi tre fratelli, proclamandosi Leader supremo della Repubblica e chiedendo il sostegno delle forze armate, con solo alcuni membri dell'esercito d'accordo.
Contrastata dalla Marina con una dichiarazione del 23 luglio e dall'opinione pubblica, scoppiò una violenza contro i fratelli, con l'assassinio di Silvestre il 26 luglio, mentre stava per prendere il tram  alla Stazione San Juan de Dios. Marceliano, che faceva la guardia a Balta nella caserma di "San Francisco", avrebbe ordinato la sua esecuzione per rappresaglia, con l'ex presidente colpito da tre fucilieri mentre riposava nel suo letto dopo aver pranzato, e la notizia della sua morte è arrivata rapidamente diffondendosi in tutta Lima.
L'atmosfera si rivoltò rapidamente contro i fratelli, tre di loro furono uccisi durante il conflitto e solo uno, Marcelino, sopravvisse agli eventi. Catturato giorni dopo, prestò servizio in prigione per qualche tempo e fu rilasciato grazie a una legge di amnistia; partecipò poi alla difesa di Lima, durante la Guerra del Pacifico, combattendo nella Battaglia di San Juan e Chorrillos e nella Battaglia di Miraflores, nel 1881. Morì di tubercolosi nel 1904.
Il regime di quattro giorni di Tomás Gutiérrez non ha fermato il crescente controllo dei civili da parte del governo peruviano. Appena una settimana dopo il rovesciamento di Gutiérrez, Pardo assunse la presidenza e il suo partito, il Partito Civilista, sarebbe stato una forza dominante nella politica peruviana per i decenni a venire.